# زيت التمر
زيت التمر هو من الزيوت النادرة والثمينة يستخرج من نواة النخيل في المملكة العربية السعودية. من أسمائه زيت التمر وزيت نواة التمور وزيت العجوة، أول استخراج تجاري له كان في أبريل من عام 2018 م. أجريت عليه الكثير من الأبحاث في الجامعات والمعاهد العلمية لمعرفة مكوناته وطرق استخلاصه. لزيت التمر خواص متعددة ويستخدم في الصناعات التجميلية والطبية فهو غني بالمعادن والاحماض الدهنية والفيتامينات.

## فوائد زيت التمر للشعر
- يعطي الشعر منظراً جميلاً ويكسبه الحيوية والنظارة، حيث يزيد من طول الشعر خلال فترةٍ زمنيةٍ قصيرةٍ.
- يزيد كثافة الشعر ويرفع معدل نموه وإنباته، ويقوّي بصيلات الشعر، ويعالج بعض حالات الصلع الخفيفة لدى الرجال.
- يغذي بصيلات الشعر ويمنع التساقط.

## فوائد زيت التمر للبشرة
- يحسن من بشرة الوجه ويخلصها من الجفاف، ويشكل عاملاً مهماً لتلافي التجاعيد ومقاومتها، وذلك لاحتوائه على الهرمون النباتيّ الذي يتميّز بفوائده العظيمة للبشرة وصحّتها، هذا بالإضافة إلى أنّه يقلّص مساحة التجاعيد في الوجه وهذا بدوره يؤخّر ظهور علامات الشيخوخة.
- معالج طبيعي لحب الشباب لاحتوائه على مواد مضادة للبكتيريا المسببة لهيجان البشرة.
- مضاد للأكسدة

## فوائد زيت التمر للأمراض الجلدية
- معالج طبيعي للأكزيما ومخفف من الأعراض الخارجية لمرض الصدفية.
- معالج طبيعي للوردية وحب الشباب.
- معالج طبيعي لنشفان الجلد.
- معالج طبيعي لحروق الشمس.

## فوائد زيت التمر للرموش والحواجب
- يستخدم زيت التمر لتقوية الرموش والحواجب وذلك عن طريق وضعه كما يوضع كحل العين أو عن طريق استخدام عصا المسكرة.
- يستعمل لتكثيف شعر الحاجبين وتغذيته، ويتمّ ذلك عن طريق مزجه مع زيت الخروع ووضعه على الحاجبين لساعةٍ كاملةٍ، ومن ثم شطفه بالماء، وتستخدم هذه الطريقة ثلاثة أيامٍ في الأسبوع، ويمكن استعمال هذه الطريقة أيضاً لتكثيف وتغذية الشعر حيث يتمّ دهن فروة الرأس بالمزيج لنفس المدة ومن ثم القيام بشطفه.[2][3][4][5][6]